# 添田線
添田線（そえだせん）は、かつて福岡県田川郡香春町の香春駅から同郡添田町の添田駅までを結んでいた、日本国有鉄道（国鉄）の鉄道路線（地方交通線）である。
広島県の宇品線や北海道の美幸線と並び日本一の赤字線と称され、1980年の日本国有鉄道経営再建促進特別措置法（国鉄再建法）施行により翌年9月に第1次特定地方交通線に指定され、1985年（昭和60年）4月1日に全線が廃止となった。
当線の香春 - 添田間は日田彦山線経由より約4km短いため、当線の営業当時には、香春で日田彦山線下りの添田以遠行きの列車からの接続を受けて発車した当線の列車が、添田には日田彦山線より先に着く（またはその逆方向）といった現象がしばしば見られた。

## 路線データ（廃止時）
- 管轄：日本国有鉄道
- 区間（営業キロ）：香春 - 大任 - 添田12.1km
- 軌間：1067mm
- 駅数：6駅（起終点駅を含む）
- 複線区間：なし（全線単線）
- 電化区間：なし（全線非電化）
- 閉塞方式：

## 歴史
1960年（昭和35年）に、日田線（現在の日田彦山線）の一部を分離したものである。もともとは、石灰石や石炭を輸送するため小倉鉄道が建設した鉄道路線であったが、1943年（昭和18年）5月1日に戦時買収され、鉄道省添田線（初代）となった。
添田線（初代）は、戦後、城野付近および香春付近のルート変更ならびに延伸が行われ、1956年（昭和31年）に日田線に改称された。だが、沿線の中心都市である田川市の市街地（伊田・後藤寺）を経由しなかったことから、実際の運転系統に合わせて1960年に香春 - 添田間について田川線の一部を編入して日田線を伊田・後藤寺経由とするとともに、同区間の小倉鉄道以来のルートが添田線として分離された。
添田線は日田線のうち、前述の通り田川市の中心市街地を経由しない閑散区間を分離して成立したこともあり、炭鉱閉山後は完全に旅客・貨物の流れから外れ、定期券を利用する高校生などが主な乗客だった。営業係数（100円の収入を得るのにかかる費用を表す数値）ワーストワンを広島県の宇品線や北海道の美幸線・深名線・白糠線などと争う常連線区で、施設跡地を売却した年には改善されたが、土地売却のない年はワーストワンとなり、1973年（昭和48年）と1976年（昭和51年）、そして1978年（昭和53年）は3,855でワーストワンとなった。
国鉄再建法に基づき、1981年（昭和56年）に第1次廃止対象候補40線区の内の一つに選定されたが、行き止まり路線（いわゆる盲腸線）でなかったのは、この添田線のみであった。

### 年表
- 1915年（大正4年）4月1日 小倉鉄道が（東小倉 -）上香春 - 大任 - 上添田間 (24.5M) を開業[6]。上香春・今任・梅田・伊原・上添田の各駅、上伊田停留場を新設。
- 1922年（大正11年）12月1日 上伊田停留場を駅に改める。
- 1931年（昭和6年） - 1934年（昭和9年）頃 上添田駅を彦山口駅に改称。
- 1933年（昭和8年）10月23日 上今任・柿原の各停留場を新設。
- 1935年（昭和10年）4月1日 一本松停留場を新設。
- 1936年（昭和11年）12月30日 豆塚停留場を新設。
- 1942年（昭和17年）
  - 6月10日 一本松・上今任・柿原・豆塚の各停留場を廃止。
  - 8月25日 彦山口駅を添田駅（2代）に改称。
- 1943年（昭和18年）5月1日 添田線（初代）の一部を含む東小倉 - 添田間 (27.3km) の一部を戦時買収し、国有化[3]。上香春駅を香春駅に、梅田駅を大任駅に改称。
- 1956年（昭和31年）3月15日 添田線（初代）に田川線の添田 - 彦山間および彦山線を編入し、東小倉 - 大任 - 夜明間 (68.5km) を日田線とする[4]。
- 1960年（昭和35年）4月1日 日田線の香春 - 大任 - 添田間 (12.1km) を、添田線（2代目）として分離。
- 1981年（昭和56年）9月18日 第1次特定地方交通線として廃止承認。
- 1985年（昭和60年）4月1日 全線 (12.1km) を廃止し[6]、西鉄バスのバス路線に転換（→添田交通→西鉄バス筑豊）。

## 駅一覧
全駅福岡県に所在。接続路線の事業者名は添田線廃止時のもの。
| 駅名     | 駅間キロ | 営業キロ | 接続路線                 | 所在地       | 所在地       |
| -------- | -------- | -------- | ------------------------ | ------------ | ------------ |
| 香春駅   | -        | 0.0      | 日本国有鉄道：日田彦山線 | 田川郡香春町 | 田川郡香春町 |
| 上伊田駅 | 2.5      | 2.5      |                          | 田川市       | 田川市       |
| 今任駅   | 2.1      | 4.6      |                          | 田川郡       | 大任町       |
| 大任駅   | 3.4      | 8.0      |                          | 田川郡       | 大任町       |
| 伊原駅   | 2.4      | 10.4     |                          | 田川郡       | 添田町       |
| 添田駅   | 1.7      | 12.1     | 日本国有鉄道：日田彦山線 | 田川郡       | 添田町       |

大任駅で油須原線との接続が予定されていたが、国鉄再建法により開通目前で建設が凍結、当路線も廃止になった。

### 廃駅
全線廃止時に存在していた駅を除く。括弧内は香春起点の営業キロ
- 一本松停留所：香春‐上伊田間 1942年廃止 (1.5km) - 現在の一本松駅とは少し位置が異なる。
- 上今任停留所：今任‐大任間 1942年廃止 (6.2km)
- 柿原停留所：今任‐大任間 1942年廃止 (7.0km)
- 豆塚停留所：伊原‐添田間 1942年廃止 (11.8km)

## 輸送実績
| 年度 | 乗車人員（人） | 発送貨物 石炭（トン） |
| ---- | -------------- | --------------------- |
| 1952 | 1,388,862      | 271,524               |
| 1955 | 1,187,242      | 134,443               |
| 1963 | 344千          | 206,269               |

- 福岡県統計年鑑各年度版

## 代替バス
転換当初は西鉄バスによる代替バス路線として、行先番号30番 鏡山 - 香春 - 中津原 - 今任 - 大任町役場 - 伊原 - 西鉄添田 が新設されたが、休日のみの運行となった後、1990年に廃止された。その後は、後藤寺 - 伊田 - 勾金 - 香春線と後藤寺 - 伊田 - 大任 - 添田 - 川崎線の2路線が代替的路線として残っていた。現在は、この両路線とも廃止されている。旧伊原駅周辺を通るバス路線としては、西鉄バス（西鉄バス筑豊）に後藤寺 - 川崎 - 添田駅 - めんべい添田町工場間の路線がある。
大任町からは西鉄バスの路線がすべてなくなり、旧今任・大任駅付近を含む大任町内各地と田川伊田駅を結ぶコミュニティバスを町が運行している。また、大任町民専用のコミュニティバスが添田駅から旧添田線に沿うルートで、旧上伊田駅と旧今任駅の半ばにあるゆめマート田川大任店までの間で運行されている。

## 廃線跡の状況
現在の一本松駅の南方までは日田彦山線と線路を共用しており（一本松駅は添田線廃線後の開業）、そこで分岐した後、田川線（現平成筑豊鉄道）と交差する箇所までは路盤が残るが、レールや橋梁は撤去されている。残りの廃線跡はほぼ全線が道路化されており、「桜街道」という愛称がつけられている。
上伊田駅跡は駅の痕跡を示すものはなく、その位置さえ分からなくなっている。この上伊田駅と、現在平成筑豊鉄道田川線にある上伊田駅とは別の駅である。今任駅跡は旧駅舎が復元され、公園になっている。大任駅跡は交通公園になっており、腕木式信号機や車輪などが設置されている。また、駅があったことを説明する看板があったが、現在は撤去されている。伊原駅跡も駅の痕跡を示すものはなく、その位置が分からなくなっている。
なお、大任駅 - 伊原駅の間にある森山橋に「旧国鉄添田線」の銘板が設置されている。